# Escola Antoni Vilanova
L'Escola Antoni Vilanova és una escola catalogada com a monument del municipi de Falset (Priorat) protegit com a bé cultural d'interès local.

## Descripció
És un edifici de tres naus i planta en forma d'H, bastit de maçoneria (vista a la part baixa) i obra arrebossada i pintada, amb reforç de carreus als angles i cobert per teulades a dues vessants a cada cos. La façana principal, oberta a la carretera de Reus, presenta una porta centrada i 8 finestres biforades a la planta baixa, un balcó sortit centrat i vuit més a ran de façana al pis, mentre que els murs laterals disposen de sengles finestres per pis i costat. El conjunt ofereix detalls ornamentals modernistes, amb escuts d'Espanya, Catalunya, Tarragona i Falset. La façana lateral que s'obre a la plaça disposa d'una porta a la que s'accedeix des d'una escala. A la part posterior hi ha el pati, amb una galeria d'arcades que, sostenint una balconada al pis, permet tenir un pati cobert.

## Història
En uns terrenys que cedí Antoni Vilanova de Canals, l'Ajuntament encarregà a l'arquitecte Ramon Salas Ricomà la construcció d'un gran edifici destinat a escola pública. La primera pedra fou col·locada el 16 de juliol de 1909, i el pressupost de les obres ascendí 122.120,80 pessetes. Les obres s'allargaren més del previst fins que l'alcalde Francesc Llevaria decidí impulsar-les. Fou cobert el 1915 i inaugurat un any després.